# Sitaifangzi
Sitaifangzi (kinesiska: 四台坊子, 四台坊子乡) är en socken i Kina. Den ligger i den autonoma regionen Inre Mongoliet, i den norra delen av landet, omkring 210 kilometer öster om regionhuvudstaden Hohhot.
Genomsnittlig årsnederbörd är 544 millimeter. Den regnigaste månaden är juli, med i genomsnitt 150 mm nederbörd, och den torraste är december, med 3 mm nederbörd.